# Kevin Stöger
Kevin Stöger (pronunciación en alemán: /ˈkɛvɪn ˈʃtøːɡɐ/; Steyr, 27 de agosto de 1993) es un futbolista austríaco que juega como centrocampista en el Borussia Mönchengladbach de la 1. Bundesliga de Alemania.
Tiene un hermano llamado Pascal Stöger, que también es futbolista.

## Trayectoria
El 22 de enero de 2011 tuvo su debut en el VfB Stuttgart II en la 3. Liga contra el FC Carl Zeiss Jena.
Para la temporada 2012-13 fue ascendido al primer equipo del Stuttgart. Hizo su debut el 31 de octubre de 2012, en la segunda ronda de la Copa de Alemania 2012-13, donde su equipo ganó como local por 3-0 ante el F. C. St. Pauli.
El 1 de julio de 2013 fue cedido al 1. F. C. Kaiserslautern hasta junio de 2015.
En 2015 fue transferido al SC Paderborn 07, y a mediados de 2016, fichó por el VfL Bochum.
En 2018 fue traspasado al Fortuna Düsseldorf. Abandonó la entidad al término de la temporada 2019-20 tras finalizar su contrato. Tras ello, en octubre de 2020 firmó con el 1. FSV Maguncia 05 por dos temporadas. Pasado ese tiempo regresó al VfL Bochum. Esta segunda etapa en el club duró dos años y en junio de 2024, una vez expiró su contrato, fichó por el Borussia Mönchengladbach.

## Selección nacional
Jugó para Austria a nivel sub-16, sub-17, sub-18, sub-19 y sub-21. A la edad de 17 años, participó en la Copa Mundial Sub-20 de 2011. En los diferentes niveles participó en 39 encuentros y convirtió 5 goles.
El 6 de septiembre de 2024 hizo su debut con la selección absoluta en un encuentro de la Liga de Naciones de la UEFA 2024-25 frente a Eslovenia que finalizó en empate a uno.

### Participaciones en Copas del Mundo
| Mundial                               | Sede     | Resultado      | Partidos | Goles |
| ------------------------------------- | -------- | -------------- | -------- | ----- |
| Copa Mundial de Fútbol Sub-20 de 2011 | Colombia | Fase de grupos | 0        | 0     |

## Clubes
| Club                             | País     | Año       |
| -------------------------------- | -------- | --------- |
| VfB Stuttgart II                 | Alemania | 2011-2012 |
| VfB Stuttgart                    | Alemania | 2012-2015 |
| 1. F. C. Kaiserslautern (cedido) | Alemania | 2013-2015 |
| S. C. Paderborn 07               | Alemania | 2015-2016 |
| VfL Bochum                       | Alemania | 2016-2018 |
| Fortuna Düsseldorf               | Alemania | 2018-2020 |
| 1. FSV Maguncia 05               | Alemania | 2020-2022 |
| VfL Bochum                       | Alemania | 2022-2024 |
| Borussia Mönchengladbach         | Alemania | 2024-     |

## Palmarés

### Distinciones individuales
| Distinción                                         | Año  |
| -------------------------------------------------- | ---- |
| Mejor jugador de la 21.ª Mercedes-Benz Juniors Cup | 2011 |